# Vuelta a la Montaña Central de Asturias
La Vuelta a la Montaña Central de Asturias est une course cycliste espagnole disputée chaque année au cœur de la région des Asturies. Elle fait actuellement partie du calendrier national junior de la Fédération royale espagnole de cyclisme. 

## Histoire
La Vuelta a la Montaña Central de Asturias est créée en 1998, un an après la disparition du Tour des vallées minières. Cette première édition est alors organisée par trois clubs amateurs : l'AD Amigos del Ciclismo de Moreda, le PC Santa Eulalia de Ujo et le CC Puerta de Asturias de Lena. À partir de 2000, ce dernier prend intégralement en charge l'organisation de la course. Ouverte aux coureurs élites amateurs et espoirs, elle a vu plusieurs de ses vainqueurs passer professionnel comme Manuel Calvente ou Rodrigo García.
Annulée en 2011, elle n'est alors plus organisée jusqu'en 2015. C'est finalement le Club Ciclista Puerta de Asturias qui relance l'épreuve, avec l'aide du Club Ciclista Figaredo. Elle est désormais l'un des rendez-vous majeurs de la saison pour les cyclistes juniors (moins de 19 ans) qui évoluent en Espagne. 
L'édition 2020 est annulée en raison du contexte sanitaire lié à la pandémie de Covid-19. Elle refait son apparition dans le calendrier en 2021.

## Palmarès
| Année                                        | Vainqueur                     | Deuxième                | Troisième               |
| Vuelta a la Montaña Central de Asturias      |                               |                         |                         |
| -------------------------------------------- | ----------------------------- | ----------------------- | ----------------------- |
| 1998                                         | José Luis Sánchez de la Rocha |                         |                         |
| 1999                                         | José Antonio Berdayes         |                         |                         |
| 2000                                         | Manuel Calvente               |                         |                         |
| 2001                                         | Efraín Gutiérrez              |                         |                         |
| 2002                                         | Jesús Javier Ramírez          | Lisandro Cruel          | Mario José Box          |
| 2003                                         | Rodrigo García                | Francisco Morales       | Rafael Ballester        |
| 2004                                         | Rafael Ballester              | Roberto Arroyo          | Óscar Bastos            |
| 2005                                         | David Pérez Íñiguez           | Isidro Cerrato          | José Cima               |
| 2006                                         | Carlos Oyarzún                | Óscar Pujol             | Álvaro Argiró           |
| 2007                                         | Pedro García Villa            | Carlos Oyarzún          | Alcides Almeida         |
| 2008                                         | Ismael Esteban                | José Rafael Martínez    | Iván Suárez             |
| 2009                                         | Enrique Salgueiro             | Ibon Zugasti            | David Gutiérrez         |
| 2010,                                        | Israel Pérez                  | Iago Medin              | Ibon Zugasti            |
| 2011-2014                                    | Non disputé                   | Non disputé             | Non disputé             |
| Challenge Principado de Asturias Junior      |                               |                         |                         |
| 2015                                         | Gonçalo Carvalho              | José Félix Parra        | Diego González Barreiro |
| Challenge Montaña Central de Asturias Junior |                               |                         |                         |
| 2016                                         | Eduardo Pérez-Landaluce       | Jokin Alberdi           | Carlos García Pierna    |
| 2017                                         | Juan Fernando Calle           | Iván Cobo               | Santiago Alcoba         |
| 2018                                         | Daniel Méndez                 | Sinuhé Fernández        | Mario Aparicio          |
| 2019                                         | Pablo Castrillo               | Pablo García            | Sergio Gutiérrez        |
| 2020                                         | annulé                        | annulé                  | annulé                  |
| Vuelta a la Montaña Central de Asturias      |                               |                         |                         |
| 2021                                         | Samuel Fernández Heres        | Samuel Fernández García | Antonio González Torres |
| 2022                                         | Hugo de la Calle              | Rafael Martínez Alonso  | David Puente            |
| 2023                                         | Miguel Domínguez              | Bálint Feldhoffer       | Sergio Calvo            |
| 2024                                         | Adrià Pericas                 | Héctor Álvarez          | Axel van den Broek      |
| 2025                                         | Benjamín Noval                | Ibai Villate            | Héctor Fernández        |

### Victoires par pays
| Victoires | Pays     |
| --------- | -------- |
| 18        | Espagne  |
| 2         | Colombie |
| 1         | Chili    |
| 1         | Portugal |